# Шерон Фіннеран
Шерон Фіннеран (англ. Sharon Finneran, 4 лютого 1946) — американська плавчиня.
Призерка Олімпійських Ігор 1964 року.
Переможниця Панамериканських ігор 1963 року.